# Фридрих II (Прусия)
 Тази статия е за краля на Прусия.  За други значения вижте Фридрих II.  
Фридрих II (на немски: Friedrich II), наричан още Фридрих Велики (Friedrich der Große), е крал на Прусия от 1740 до 1786 г.

## Произход и ранни години
Роден е на 24 януари 1712 г. Син и наследник е на крал Фридрих Вилхелм I и София Доротея фон Брауншвайг-Люнебург, принцеса на Хановер.
Грубият и тираничен крал Фридрих Вилхелм I презира принца заради интереса му към френската литература и изкуство (Фридрих Вилхелм I е изпитвал силна нетърпимост към чужденците и по-специално към французите) и незаинтересоваността му към войната и лова. На 18 години, многократно малтретиран и унижаван, Фридрих планира бягство във Великобритания. Той е задържан, затворен и принуден да свидетелства срещу съучастника си – лейтенант Кат, който е обезглавен. Принц Фридрих е освободен и предаден на баща си.
През 1733 г. по заповед на баща си се жени за Елизабет Кристина фон Брауншвайг-Беферн, с която се разделя скоро и до края на живота си не проявява интерес към жени. Смята се, че е бил хомосексуален и че връзката му с Ханс Херман фон Кате е била романтична.
Принц Фридрих прекарва следващите няколко години в Райнсберг, където написва своя труд Антимакиавели – идеалистично опровержение на Николо Макиавели – и започва кореспонденция с Франсоа Волтер. Периодът на неговото относително бездействие приключва през 1740 г., когато Фридрих Вилхелм I умира и принц Фридрих се възкачва на трона. Той незабавно показва качествата на водач и решителен мъж, които символизират царуването му.

## Управление

### Външна политика
Във Войната за австрийското наследство срещу австрийската императрица Мария Тереза (1740 – 1748), Фридрих завладява Силезия без предупреждение, като предлага на императрицата помощ да запази трона си, в замяна на което да отстъпи част от Силезия на Прусия. Блестящ военачалник, Фридрих е безцеремонен със съюзниците си, особено Франция, и на два пъти сключва примирия с Австрия (1742 и 1745), които осигуряват Горна и Долна Силезия на Прусия.
В Седемгодишната война (1756 – 1763) отново има спор върху контрола над Силезия. Мария Тереза иска да си върне богатата провинция и Фридрих се изправя срещу силна коалиция – Австрия, Русия и Франция. Единственият му силен съюзник е Великобритания. След като постига победи при Росбах и Лойтен (1757), той е разбит при Кюнерсдорф (1759) от австро-руските сили, които окупират Берлин. В този труден момент Фридрих е на границата на самоубийството. С възкачването на престола в Русия на неговия почитател Петър III (1762), Русия излиза от войната и открива пътя на Фридрих към победата.
Мирният договор от Хюбертсбург (1763) оставя на Фридрих предишните му завоевания и прави Прусия най-силната във военно отношение страна в Европа. Брилянтно му асистират генералите – Фридрих Вилхелм фон Зайдлиц, Джеймс Кийт, Фердинанд Брунсвик, Ханс-Йоаким фон Цайтен и други. Фридрих е признат за най-добрия военен стратег на 18 век. Неговите тактики се изучават от Наполеон Бонапарт, който се възхищава от тях, и оказват голямо влияние върху военната наука.
След мира от 1763 г. Фридрих залага на съюз с Русия, която почти го е победила в Седемгодишната война. Създаването на Пруско-руския съюз открива пътя за разделяне на Полша. До първото разделяне на Полското кралство през 1772 г. Фридрих на няколко пъти разширява територията на Прусия. Съперничеството му с Австрия в Германия остава. Той се противопоставя на всеки опит на Австрия да разшири влиянието си в Свещената римска империя на германската нация и провокира Войната за баварското наследство (1778 – 1779), за да предотврати австрийска анексия на Бавария. През 1785 г. Фридрих създава Фюрстенбунд (Лигата на принцовете), за да опонира на австрийските планове.

### Вътрешна политика
В областта на вътрешната политика Фридрих продължава линията на баща си. Първата му грижа са редът и дисциплината в армията. Просветен деспот, Фридрих извършва важни юридически реформи, създава търговски монополи и нови индустриални предприятия, подпомага напредъка на образованието и подобрява инфраструктурата на Прусия. Въпреки че подобрява живота на крепостните си селяни, аристокрацията получава по-голям контрол над тях отколкото преди царуването му.

## Наследник
След като умира на 17 август 1786 г., Фридрих II е наследен на трона от племенника си Фридрих Вилхелм II.

## Характер
Фридрих е толерантен в религията и най-вече към атеизма на личните си приятели. Студен и сериозен, той се отпуска само в прочутите си вечери с приятели до полунощ в Сансуси – резиденцията му в Потсдам. Обграден е от група образовани люде, главно френски философи и писатели, сред които Волтер (той се скарва с Фридрих през 1743 и по-късно, живеейки във Франция, от безопасно разстояние подновява приятелството си с него), Жан Лерон Д'Аламбер, Ла Метри, Пиер Луис Моро дьо Мопертю.
Хуморът на Фридрих е остър и понякога груб. Той пише поезия и проза, отнасящи се до политика, история, философия, право, литература, военна наука. Почти всичките му книги са на френски. Не успява да оцени хора като Йохан Гьоте и Готхолд Лесинг, които са негови горещи почитатели. Ученик на Йохан Йоаким Кванц, той свири отлично на флейта, композира концерти за флейта, маршове и други музикални творби. Грубият му външен вид е част от легендата за „Стария Фриц“.

## Пропагандно представяне от нацистите
Образът му на победител в изглеждаща безнадеждна и почти загубена война на няколко фронта е използван от нацистката пропаганда с цел повдигане на бойния дух на германците след обрата на хода на войната в ущърб на Германия след пораженията при Ел Аламейн и Сталинград през есента на 1942 - зимата на 1943-та, удължавайки значително съпротивата на Вермахта.